# Loi Smet-Tobback
 (novembre 2016).
 (novembre 2016).
- Si vous ne connaissez pas le sujet, laissez ce bandeau (vous pouvez alors contacter les auteurs).
- Si vous supprimez le contenu mis en cause (vous pouvez préalablement contacter les auteurs),

argumentez précisément cette suppression dans la page de discussion
(un manque de référence n'est pas un argument ; une recherche réelle de référence doit avoir été effectuée, être formellement documentée).

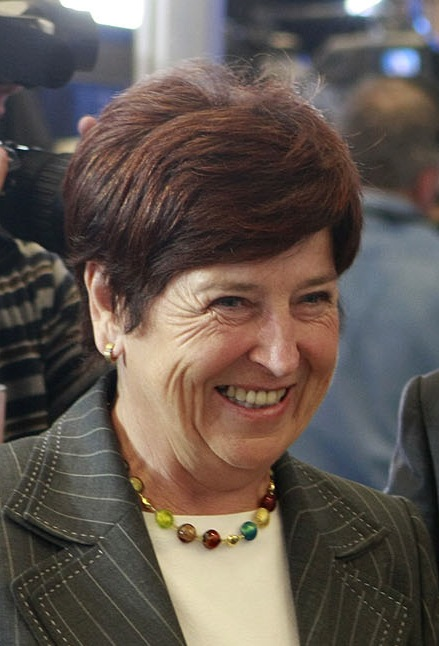
La ministre Miet Smet, à l'origine de la loi Smet-Tobback

En Belgique, la loi Smet-Tobback du 24 mai 1994, du nom de ses promoteurs, prévoit que, sur une liste électorale, le nombre de candidats de même sexe ne peut excéder une quotité de deux tiers. 
Cette loi vise à promouvoir une répartition équilibrée des hommes et des femmes sur les listes de candidatures aux élections.

## Analyse et explication de la loi
L’article 1er de la loi du 24 mai vise à promouvoir une égalité entre les hommes et les femmes sur la liste des candidatures.
Article 1. Un article 117bis, rédigé comme suit, est inséré dans le Code électoral, modifié par la loi ordinaire du 16 juillet 1993 : « Article 117bis. Sur une liste, le nombre de candidats d'un même sexe ne peut excéder une quotité de deux tiers du total constitué par la somme des sièges à pourvoir pour l'élection et du nombre maximum autorisé de candidats suppléants. Si le résultat ainsi obtenu comporte des décimales, elles sont arrondies à l'unité supérieure ou négligées selon qu'elles atteignent ou non 0,50. Les dispositions qui précèdent ne sont d'application qu'en cas de renouvellement intégral de la Chambre des représentants et du Sénat ».
« Dans la pratique, pour le calcul de la quotité des deux tiers, on considère la somme du nombre maximum de sièges à pourvoir pour l’élection et du nombre maximum autorisé de candidats suppléants. Le résultat ainsi obtenu est divisé par trois. Le quotient de cette division est ensuite multiplié par deux, étant entendu que lorsque le résultat contient des décimales, elles seront arrondies à l’unité supérieure ou inférieure, selon qu’elles atteignent ou non 0,50. Le résultat ainsi obtenu détermine le nombre maximum de candidats du même sexe pouvant être présentés sur la liste »
Cette loi a suscité beaucoup de critiques et de commentaires. Sur son appellation tout d'abord, car l'appellation  de « représentation équilibrée » sur les listes électorales ne semble pas des plus adaptée car il s'agit de se préoccuper de la répartition des hommes et des femmes sur la liste que de prévoir réellement une proportion maximale autorisée de candidats d'un même sexe sur cette liste[style à revoir].
Enfin, l'article 2 de la loi du 24 mai 1994 prévoit une sanction. Le bureau principal de collège ou le bureau de la circonscription électorale écartera toute liste électorale qui ne satisfait pas au quota.  

## La place des femmes dans le monde politique en Belgique
C'est en 1929 que la première femme rejoint la Chambre. Mais la présence féminine demeure néanmoins minime durant l'entre-deux-guerres. Le nombre d'élues ne s'élève réellement qu'après que le droit de vote leur ait été accordé en 1948. Mais il faut tout de même attendre les effets de la loi Smet-Tobback pour que la représentation féminine atteigne un niveau plus ou moins acceptable ». Le droit de vote universel a été accordé en Belgique le 27 mars 1948. On voit là le premier signe de participation des femmes à la vie politique. Même si ce changement notable de l'électorat a des conséquences indéniables, l'accès au suffrage législatif pour les femmes en 1948 n'entraîne pas de féminisation massive de la vie politique.
Assez tôt émerge une volonté d’augmenter le pouvoir des femmes dans le monde politique, par la création d’un parti féministe notamment. Le Veregigde Feministische partij, parti féministe, est créé le 19 mars 1972, mais ne connaît pas une grande réussite au Parlement et se voit assez rapidement éteindre.
Néanmoins, il va falloir attendre les années 1990 pour avoir une réelle participation des femmes au sein de la Chambre des représentants. L'application de la nouvelle législation a permis aux femmes, lors des élections du 13 juin 1999, d'emporter près du quart des sièges (23 %, après remplacements).  

## Les différentes étapes de la loi Smet-Tobback

### L’avant-projet de loi
La Belgique est le seul État européen à avoir imposé, par le biais d’une loi, un quota de femmes sur les listes électorales. D’autres États membres de l’Union européenne ont également mené quelques tentatives inabouties jusqu'à présent.
À la suite d'un accord du gouvernement du 7 mars 1992, le gouvernement s’engage à prendre certaines initiatives afin de garantir une meilleure participation des femmes à la vie politique. En 1992, Louis Tobback, qui est alors ministre de l’Intérieur, et Miet Smet proposent un avant-projet de loi qui impose sans disposition transitoire un maximum de deux tiers de candidats du même sexe sur les listes électorales.
En cas d’infraction, certaines sanctions sont prévues : retrait du numéro national de la liste, diminution des dotations aux partis, suppression du droit à l’expédition d'imprimés électoraux à tarif réduit. Cet avant-projet de loi sera approuvé au Conseil des ministres le 4 décembre 1992. Toutefois, l’avant-projet de loi ne sera pas déposé immédiatement au Parlement. En effet, selon les contacts pris avec les différents groupes parlementaires, la majorité relève que ce projet de loi ne sera pas voté. En plus de cela, le Conseil d'État émet un avis défavorable. Il conteste la légalité des sanctions prévues dans cet avant-projet de loi. Finalement, il sera adopté à la fin du mois d’octobre 1993e quota n'est pas essentiellement axé sur les places éligibles, « il est progressif (un quart pour commencer) et les sanctions précédemment envisagées sont supprimées. »
En novembre 1993, le Conseil d'État rend de nouveau un avis. Il affirme que le but poursuivi par le projet de loi est louable car une juste répartition entre les hommes et les femmes sur les listes électorales est envisagé mais que la sanction proposée c’est-à-dire l’obligation faite à la liste contrevenante d’être incomplète au prorata de deux tiers, « peut conduire à supprimer le droit de se porter candidat et le droit d’être élu. » Dans ce cas-ci, la loi n’est donc pas conforme aux règles constitutionnelles en vigueur. Le Conseil d'État propose donc de remédier à ce problème, en révisant la Constitution pour y ajouter, le principe d’une représentation équilibrée entre les hommes et les femmes sur les listes électorales.
Ce projet de loi fera l’objet d’un long et houleux débat parlementaire. En effet, en février 1994 lors du débat en commission à la Chambre, ce projet de loi fera l’objet de nombreuses critiques. Ces critiques se poursuivront également au Sénat « certaines personnes, les unes partisanes, ou les autres adversaires de la représentation des femmes, n’arrivent pas à envisager sereinement le problème ». Les libéraux s'opposent à l'idée de quotas car ils voient une préférence à régler la question de la sous-représentation féminine par la suppression ou l'atténuation de l'effet dévolutif du vote en case de tête(vote de liste). D'après les écologistes, ce projet est minimaliste et inopérant, c'est pour cela qu'ils revendiquent l'alternance en tête de liste.

### Adoption de la loi
Finalement, la loi sera adoptée le 24 mai 1994 et publiée au Moniteur belge le 1er juillet 1994. Elle prévoit que « sur une liste, le nombre de candidats d'un même sexe ne peut excéder une quotité de deux tiers du total constitué par la somme des sièges à pourvoir pour l'élection et du nombre maximum autorisé de candidats suppléants ». Cela s'applique de manière égale aux hommes et aux femmes. Cette disposition s'applique à la Chambre des représentants, au Sénat, Conseil régionaux, communautaires, provinciaux et communaux et aux élections du Parlement européen.

### Effets de la loi Smet-Tobback
La loi sur les quotas fut appliquée pour la première fois aux élections municipales et régionales le 9 octobre 1994. Néanmoins, ce n’est pas le quota des deux tiers comme prévu par la loi qui fut utilisé, mais un quota des trois quarts. Pour les élections générales de 1995 cette loi ne fut pas appliquée, c’est qu’en 1999 lors des élections générales, régionales et européennes que cette loi fut totalement appliquée. Les quotas ont eu un impact positif sur la composition par sexe de la Chambre des représentants. En 1995 le nombre de femmes était de 12,7 % il est passé à 23,3 % en 1999. En général les partis ﬂamands un résultat plus élevé, de 2,5 % au-dessus que les partis francophones, qui ont 25,6 contre 23,1 % de femmes députées. Même si la loi ne concerne que les listes de candidats, le but était d’obtenir une représentation plus équilibrée entre les hommes et les femmes au sein du parlement. En toute logique, le pourcentage de femmes députées devaient être plus élevée qu’en 1995, mais cela ne fut pas le cas dans chaque parti politique. En effet, certains partis comme le VLD, Ecolo ou PS ont accru leur proportion de femmes élues, d’autres comme le Vlaams Blok, et le FN l’ont diminué.

### Application de la loi à l’heure actuelle
Le 21 février 2002 l’article 10 de la Constitution a été modifié et un nouvel article 11bis  a été inséré, afin d’y consacrer un principe fondamental. Ce qui a permis de garantir une égalité entre les hommes et les femmes permettant d'organiser un accès égal aux mandats électifs et publiques. À la suite de la révision de la Constitution, plusieurs lois instaurant un équilibre entre les hommes et les femmes sur les listes électorales ont été adoptées.
Trois lois ont été adoptées dans le courant de l’année 2002 afin de garantir un équilibre entre les hommes et les femmes sur les listes électorales aux élections législatives, européennes et régionales :
- loi du 17 juin 2002 qui assure une présence égale entre les hommes et les femmes sur les listes électorales au sein du Parlement européen ;
- loi du 18 juillet 2002 qui assure une présence égale entre les hommes et les femmes sur les listes électorales au sein des Chambres législatives fédérales et du Conseil de la Communauté germanophone ;
- loi spéciale du 18 juillet 2002 qui assure une présence égale entre les hommes et les femmes sur les listes électorales aux élections du Conseil régional wallon, du Conseil flamand et du Conseil de la Région de Bruxelles-Capitale[14].

## Conclusion
Certains doutes peuvent être émis quant à l’efficacité de la loi Smet-Tobback. Tout d’abord vu le temps nécessaire avant que la loi entre en vigueur. Ensuite, durant les années 1995-1999 la loi n’a pas été correctement appliquée. C’est seulement en 2002 que trois lois ont été adoptées afin de garantir un équilibre entre les hommes et les femmes sur les listes électorales aux élections législatives, européennes et régionales.
Tout de même, l’exigence d’un quota sur les listes électorales a permis de remédier au problème de sous-représentations des femmes dans le monde politique belge.

### Législation
- Projet de loi du 24 mai 1994 visant à promouvoir une répartition équilibrée des hommes et des femmes sur les listes de candidatures aux élections exposé des motifs, Doc. parl., Sén., sess. ord. 1993-1994, no 1053/2, p. 2.
- Loi du 24 mai 1994 visant à promouvoir une répartition équilibrée des hommes et des femmes sur les listes de candidatures aux élections, Moniteur belge, 1er juillet 1994.

### Doctrine
- M. Beyen et P. Destatte, Un Autre Pays, Nouvelle histoire de la Belgique 1970-2000, Bruxelles, Le Cri, 2009.
- E. Gubin, J.-P. Nandrin, E. Gerard et E. Witte, Histoire de la chambre des représentants de Belgique, 1830-2002, Bruxelles, Chambre des représentants, 2003, p. 124 à 128, p. 795, vol. 53.
- Mercedes Mateo Diaz, « Les quotas sont-ils utiles ? L'efficacité imparfaite des mesures de discrimination positive dans les lois électorales belges », Revue française de science politique,‎ 2003.
- Valérie Verzele et Carine Joly, « La représentation des femmes en politique après les élections du 13 juin 1999 – Évaluation de l’application de la loi Smet-Tobback », Courrier hebdomadaire du CRISP, vol. 37-38, nos 1662-1663,‎ 1999, p.1-83.